# IA-32
英特爾32位元架構（英語：Intel Architecture, 32-bit，縮寫為），常被稱為i386、或x86，由英特爾公司於1985年推出的指令集架構。它是8086架構的延伸版本，可支援32位元運算，首次應用在Intel 80386晶片中。

## 歷史
IA-32架構屬於複雜指令集，由英特爾公司開發，1985年，隨著Intel 80386微處理器的上市，被公之於世。接下來20年的時間，雖然後繼的新型晶片運算速度不斷增加，但IA-32架構大體上都沒有改變。對許多程式語言來說，IA-32與i386是同義詞。
英特爾也是世界上最大的IA-32晶片供應商，AMD則是第二大的供應商。2011年，英特爾與AMD同時採用了新的x86-64架構，但是x86架構仍然被應用在如Intel Atom（N2xx與Z5xx系列）、AMD Geode等晶片上。威盛電子生產的VIA C3/C7，也仍然採用IA-32架構。